# ジープ・ラングラー
ラングラー（Wrangler）は、1987年からジープブランドで販売されるクライスラーの本格クロスカントリーカーである。
なお、カナダ市場においては、ラングラーの名称がシボレー・C/Kのグレード名に用いられていたため、初代モデルはYJ、2代目モデルはTJとして販売された。

## 初代 YJ（1987年-1996年）
1987年に、販売台数の少ないジープ・CJの後継車として発売。1992年4月23日の操業停止までカナダ・オンタリオ州ブランプトンで生産され、それ以降はアメリカ・オハイオ州トレド工場で生産。
CJに比べホイールベースが延長され、タイヤも小径となったことで舗装路での安定性は向上したが、グラウンドクリアランスとランプブレークオーバーアングルは低下した。また、フロントウインドシールドは大型化された。ヘッドランプは規格型の角型となっている。
デザインは大幅に変更されているが、CJから流用された部分も多く、部品を共有することもできる。
エンジンは、1991年まではAMCの直列4気筒 2.5 L（150 cu.in.）エンジンと、オプションの直列6気筒 4.2 L（258 cu.in.）エンジンが搭載され、1991年からは、直6エンジンがAMC製4.0 L（242 cu.in.）エンジンに変更された。
1992年、ロールケージの大型化。翌年、アンチロック・ブレーキ・システム（ABS）をオプションとして追加。
1994年、直4エンジン搭載車に3速オートマチックトランスミッション（AT）を組み合わせたモデルを発売。なお、直6エンジン搭載車にはATは組み合わせられなかった。同年、センターハイマウントストップランプを装備。
日本仕様には自動車検査証上の車名がAMCのものとクライスラーのものが存在し、普通乗用自動車（幌型、3ナンバー）登録の車両と普通貨物自動車（ボンネット型、1ナンバー）登録の車両がそれぞれ存在する。

## 2代目 TJ（1996年-2006年）
1996年春に1997年モデルとして発売。
前後共に5リンク+コイルリジッドアクスル形状となり、ハンドリングなどが向上。ヘッドライトの形状も円形に戻った。また、日本仕様ではこのモデルから右ハンドルとなり、同時にオーストラリアやイギリスなどへも輸出が開始された。
エンジンは、チェロキーやグランドチェロキーにも搭載される直列6気筒 4.0L AMC 242エンジンを搭載。2003年までは直列4気筒 2.5L AMC 150エンジンが搭載され、2003年からはクライスラーの直列4気筒 2.4L DOHC ネオンエンジンが搭載された。
1998年モデル以降はイモビライザーキーとなる。
1999年に燃料タンクの容量を増加し、2000年には音響システムを改善。
2001年には、ステアリングとダッシュボードの変更が行われた。また、2002年モデルでは新ボディカラーを追加し、ホイールのデザインも変更された。
2003年、「ラングラー・ルビコン」(Rubicon) を追加。ルビコンは、その他のモデルが2.72:1のローレンジ減速比トランスファーなのに対し、4.0:1のローレンジ減速比を採用した。スポーツ、サハラは前輪がDana30、後輪はDana44アクスルであるのに対し、ルビコンは前後輪共にDana44アクスルを採用し、デフロック機構も標準装備する。また後輪もディスクブレーキとなる。前後共にダブルカルダン等速プロペラシャフトを採用する。
2004年、ホイールベースを254mm延長したロングホイールベース車「ラングラー・アンリミテッド」(Unlimited) を発売。また、2005年には「ルビコン・アンリミテッド」も追加された。

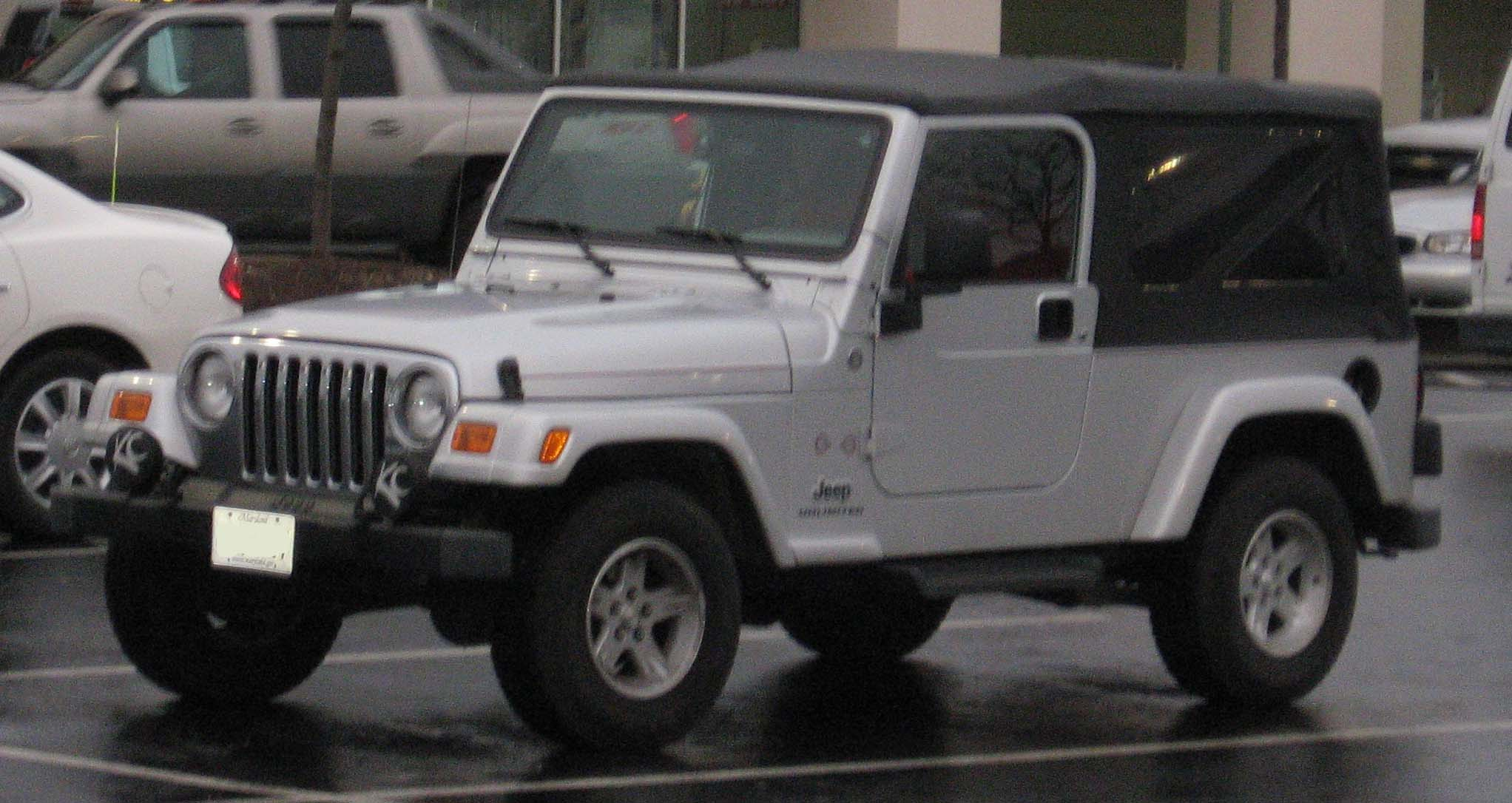
アンリミテッド
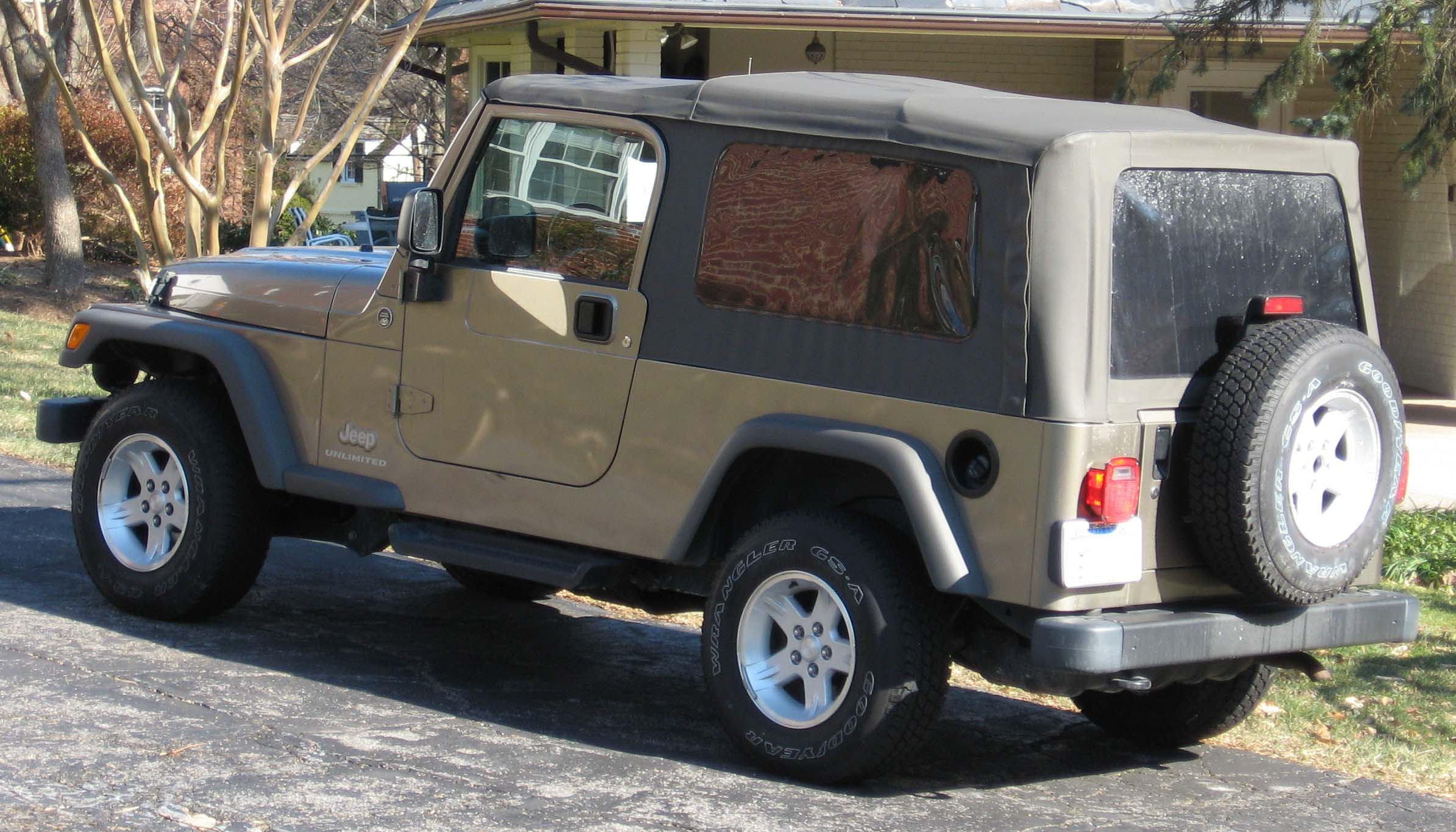
リア（アンリミテッド）

## 3代目 JK（2007年-2017年）
2006年の北米国際オートショーで発表され、その後2007年モデルとして発売。以前のモデルよりも大幅に大型化され、新たに4ドアモデルが追加されるなど、SUV化が進んだ。
4ドア車は、2ドア車（導入国によっては「ルビコン」となる）よりもホイールベースが延長されており、先代同様、「アンリミテッド（導入国によっては「サハラ」となる）」として販売される。
エンジンは、クライスラーのV型6気筒 3.8 L EGHエンジンが搭載される。また、アメリカ国外（主に欧州）では、アメリカ国内の排出ガス基準に適合しない、VMモトーリ（英語版）製のR 428 DOHC直列4気筒 2.8 Lコモンレールターボディーゼルエンジンが搭載される。なお、このエンジンはジープ・リバティにも搭載される。
トランスミッションは6速MTが標準で、ATがオプションで用意される。ATは前期（2007年 - 2011年）が4速AT、後期（2011年 - 2017年）は5速ATのみがラインナップされる。
日本では2007年（平成19年）3月16日に販売が開始された。また、2008年9月には、ラングラーの電気自動車も公開された。

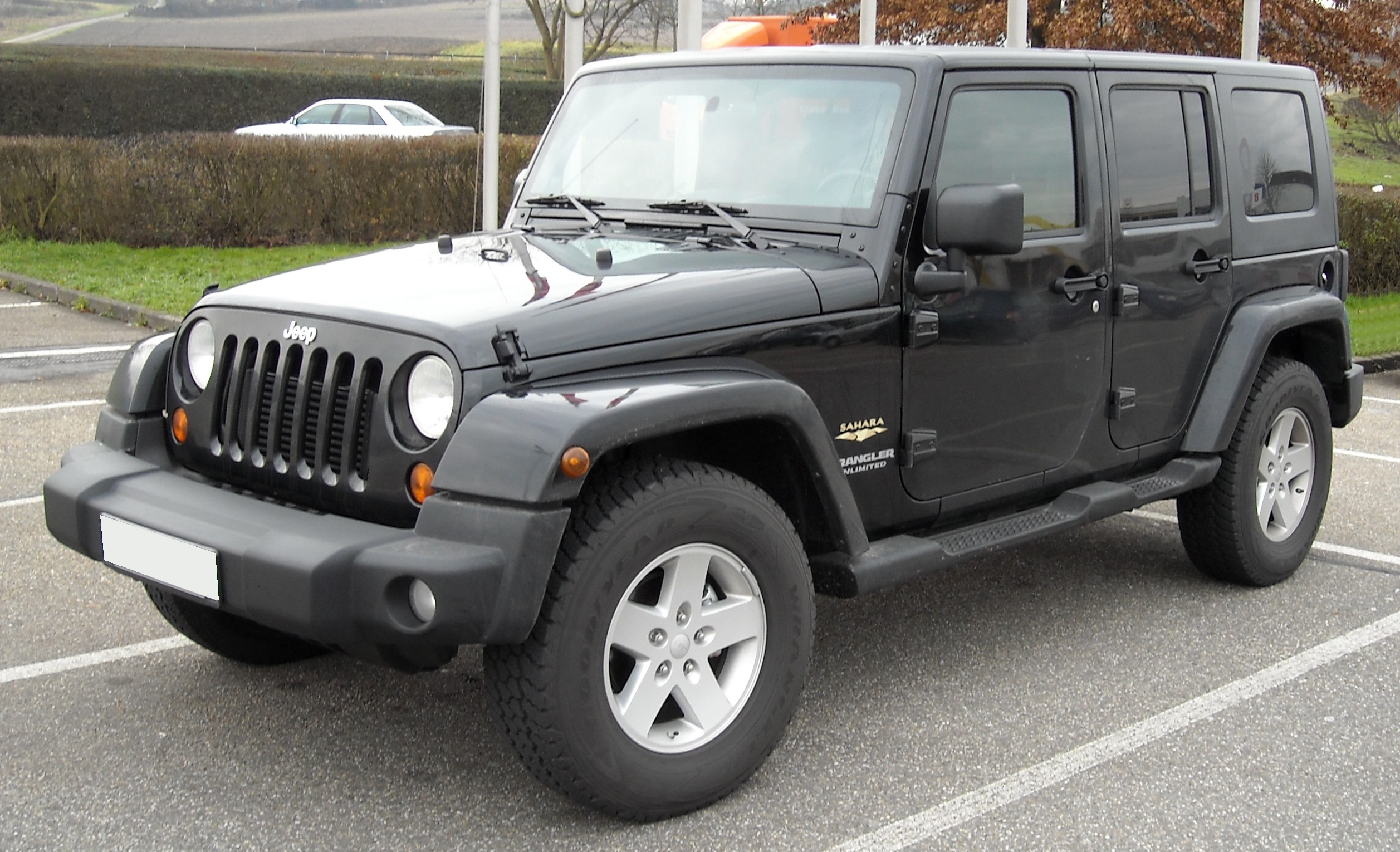
アンリミテッド
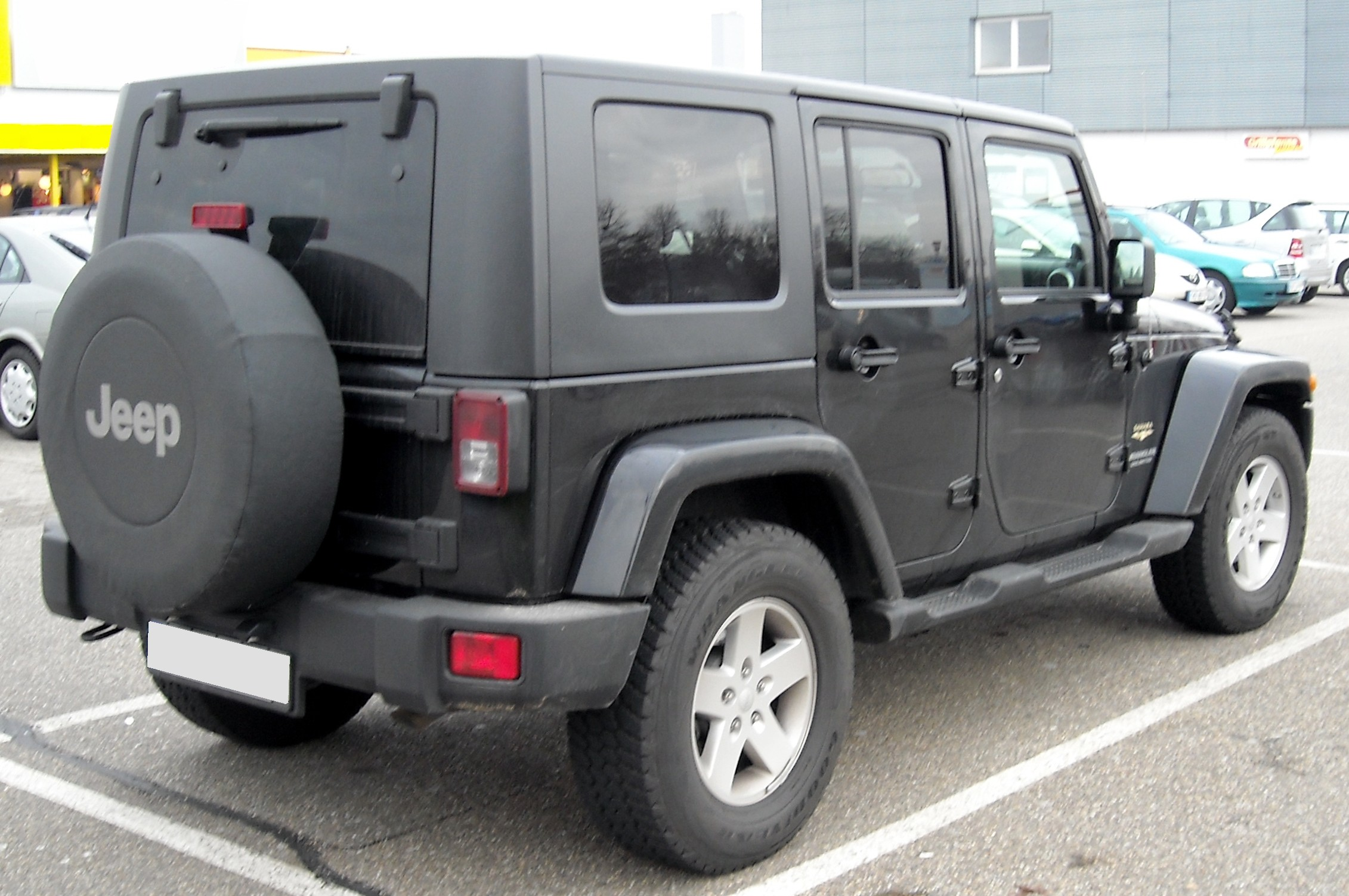
リア（アンリミテッド）

## 4代目 JL（2018年-）
2017年11月のLAオートショーで発表され、2018年モデルとして発売された。シリーズ初のハイブリッド車も登場する。

### 日本での販売
- 2018年10月25日、日本市場で発表された[3]。2ドアの「スポーツ」、4ドアの「アンリミテッド スポーツ」と「アンリミテッド サハラ ローンチエディション」の3モデルが導入された。エンジンは改良された3.6L V6 DOHCエンジン(284PS/35.4kgm)に加え、新開発の2.0L直列4気筒ターボエンジン(272PS/40.8kgm)が搭載される。
- 2019年3月1日、「アンリミテッド サハラ」が導入された[4]。
- 2019年3月20日、「アンリミテッド サハラ2.0L」が導入された[5]。
- 2019年4月4日、「アンリミテッド ルビコン」が導入された[6]。

本格クロスカントリーモデルとして、独自の4WDシステム「ロックトラックフルタイム4×4システム」のほか「前後輪ディファレンシャルロック」が搭載される。
- 2019年6月13日、特別仕様車「アンリミテッド ルビコン スカイワンタッチパワートップ」が導入された[7]。「アンリミテッド ルビコン」に電動開閉式ルーフ「スカイワンタッチパワートップ」が装備された。限定257台。
- 2019年7月16日、特別仕様車「ビキニエディション」が導入された[8]。限定80台。
- 2020年1月14日、「ルビコン」が100台限定で導入された[9]。4ドアモデル同様、独自の4WDシステム「ロックトラックフルタイム4×4システム」などが搭載される。

同時に限定車「ウィリス」が導入された。「アンリミテッド スポーツ3.6リッター」をベースに、エンジンフードの「WILLYS」デカールなどの特別装備が採用された。限定300台。
- 2020年10月17日、特別仕様車「アンリミテッド フリーダムエディション（Unlimited Freedom Edition）」が車両価格535万円で発売された。

2.0L直列4気筒ターボユニットを搭載。ボディカラーは4色あり、ビレットシルバーメタリックC/C（100台）、ブライトホワイトC/C（70台）、ファイヤークラッカーレッドC/C（15台）、ヘラヤライエローC/C（15台）の限定200台が用意された。
- 2022年3月1日、日本での販売グレードがいずれも2.0L直列4気筒ターボエンジン搭載の4ドアモデル「アンリミテッド サハラ」と「アンリミテッド ルビコン」の2グレードに整理される[11]
- 2022年12月7日、「ルビコン」に2ドアモデルが設定された[12]。
- 2022年12月14日、プラグインハイブリッドモデル「アンリミテッド ルビコン 4xe」を追加。左ハンドルのみで車両価格は1030万円[13]。
- 2023年4月22日、特別仕様車「ルビコン リミテッドエディション ウィズ サンライダーフリップトップ フォー ハードトップ」を発売。

前席の天井を手動開閉式のソフトトップとし、3.6L V6エンジンを搭載。ボディカラーはアールC/C（150台）とサージグリーンC/C（100台）の限定250台が用意された。
- 2024年3月2日、特別仕様車「Wrangler Unlimited Freedom EditionII」を発売[16]。

「Unlimited Sahara 2.0L」をベースに、ドライブレコーダー付きディスプレイミラーを特別装備として追加し、「Jeep Duck（ジープ ダック）」を基にデザインしたデカールをテールゲートに貼付、フロアマットにも同様の刺繡ロゴを施した。更に、130mmサイズの「Big duck」を搭載している。
Jeep Duckは、コロナ禍にカナダから広まりアメリカ全土で流行したムーブメントで、「Jeepを見つけたら、メッセージを付けたアヒルをJeepの車上に置く」というもの。
車体色はブラック C/C、ブライトホワイト C/C、サージグリーン C/Cの3色で、価格も799万円とベースモデルの「Unlimited Sahara 2.0L」よりも71万円安くなっている。
- 2024年5月10日、モデルチェンジ[17]。

アンテナを従来のマストアンテナからフロントウインドシールドに統合。従来のマストアンテナの位置には「Trail Ratedバッジ」を装着。
フロントグリルは、ブラックテクスチャーの7スロットグリルをベースにニュートラルグレーメタリック（Unlimited Sport（今回の一部改良で新設）及びUnlimited Rubicon）、プラチナシルバー（Unlimited Sahara）のグリルサラウンドを採用した。
インテリアでは、Unlimited Sahara及びUnlimited Rubiconにラングラーでは初となる12ウェイパワーアジャスタブルシートを採用。また、フロントとリアのサイドカーテンエアバッグ及び第5世代Uconnect5システムを搭載した、新しい12.3インチタッチスクリーンを全車に標準装備した。
同日、限定車「Unlimited Rubicon High Velocity」及び「Unlimited Sahara ローンチエディション」を発売。
「High Velocity」はUnlimited Rubiconのカラーを専用色のハイヴェロシティC/Cにしたもので、10台限定かつ抽選販売となる。「ローンチエディション」はUnlimited Saharaをベースに、ラングラーの生産工場であるトレドノースの地形柄入りフェンダーデカール、ジープの誕生年である「1941」のロゴ入りテールゲートデカールを特別装備した。カラーは専用色のアンヴィルC/Cで限定は300台。
なお、プラグインハイブリッド車の4Xeについては在庫限りで販売終了となる。
- 2024年9月21日、限定車「Limited Edition with Sunrider Flip Top for Hardtop」を発売[19]。フロントシート頭上に手動開閉式の「フリップトップ」を装備。フリップトップは付属のハードトップにも付け替えが可能となっている。ベースグレードはUnlimited SportとUnlimited Rubiconから選択でき、ボディカラーは新色の「トゥスカデロP/C」と4Xeで採用されている「アールC/C」の2色。Unlimited Sport200台（トゥスカデロ72台・アール128台）、Unlimited Rubicon200台（トゥスカデロ126台・アール74台）の計400台。
- 2024年10月3日、限定車「Wrangler Rubicon（2ドア）」を発売[20]。最上位モデルであるRubiconの2ドアモデル。カラーはブラックC/Cのみで、限定は100台。
- 2025年1月16日、限定車「Unlimited Rubicon Anvil」を発売[21]。最上位グレードのUnlimited Rubiconに初採用限定色のアンヴィルC/Cを設定したもので、限定は100台。
- 2025年3月、ステアリングコラム部と電気装置について、設計が不適切であるとして、国交省にリコールを届け出た[22]。
- 2025年4月11日、限定車「Unlimited Sahara Power Side Step」を発売[23]。「Unlimited Sahara」に新アクセサリーのパワーサイドステップを装備したもので、価格をベースモデルの10万増に抑えている。
- 2025年5月24日、限定車「Unlimited Rubicon Mojito!」を100台限定で発売[24]。Unlimited Rubiconをベースにスカイワンタッチパワートップを採用すると共に、取り外したリアクォーターウインドウを収納できる専用バッグも付属する。ボディカラーには新色となる「モヒートC/C」を採用した。

| グレード                    | 販売期間               | 排気量 | エンジン                                                                 | 最高出力・最大トルク                                                  | 変速機 | 駆動方式 |
| --------------------------- | ---------------------- | ------ | ------------------------------------------------------------------------ | --------------------------------------------------------------------- | ------ | -------- |
| スポーツ                    | 2018年10月 - 2022年2月 | 3.6L   | G型 V型6気筒 DOHC                                                        | 284PS/35.4kgm                                                         | 8AT    | 4WD      |
| アンリミテッド スポーツ     | 2018年10月 - 2022年2月 | 3.6L   | G型 V型6気筒 DOHC                                                        | 284PS/35.4kgm                                                         | 8AT    | 4WD      |
| アンリミテッド サハラ       | 2018年3月 - 2022年2月  | 3.6L   | G型 V型6気筒 DOHC                                                        | 284PS/35.4kgm                                                         | 8AT    | 4WD      |
| アンリミテッド ルビコン     | 2019年4月- 2022年2月   | 3.6L   | G型 V型6気筒 DOHC                                                        | 284PS/35.4kgm                                                         | 8AT    | 4WD      |
| アンリミテッド サハラ       | 2019年3月 -            | 2.0L   | N型 直列4気筒 DOHC ターボ                                                | 272PS/40.8kgm                                                         | 8AT    | 4WD      |
| アンリミテッド ルビコン     | 2022年3月 -            | 2.0L   | N型 直列4気筒 DOHC ターボ                                                | 272PS/40.8kgm                                                         | 8AT    | 4WD      |
| アンリミテッド スポーツ     | 2024年5月 -            | 2.0L   | N型 直列4気筒 DOHC ターボ                                                | 272PS/40.8kgm                                                         | 8AT    | 4WD      |
| アンリミテッド ルビコン 4xe | 2022年12月 - 2024年5月 | 2.0L   | - 6型 直列4気筒 DOHC ターボ - P1F型 交流同期電動機 - P2型 交流同期電動機 | - 272PS/40.8kgm（6型） - 63PS/5.5kgm（P1F型） - 145PS/26.0kgm（P2型） | 8AT    | 4WD      |